# Katarzyna Kubisiowska

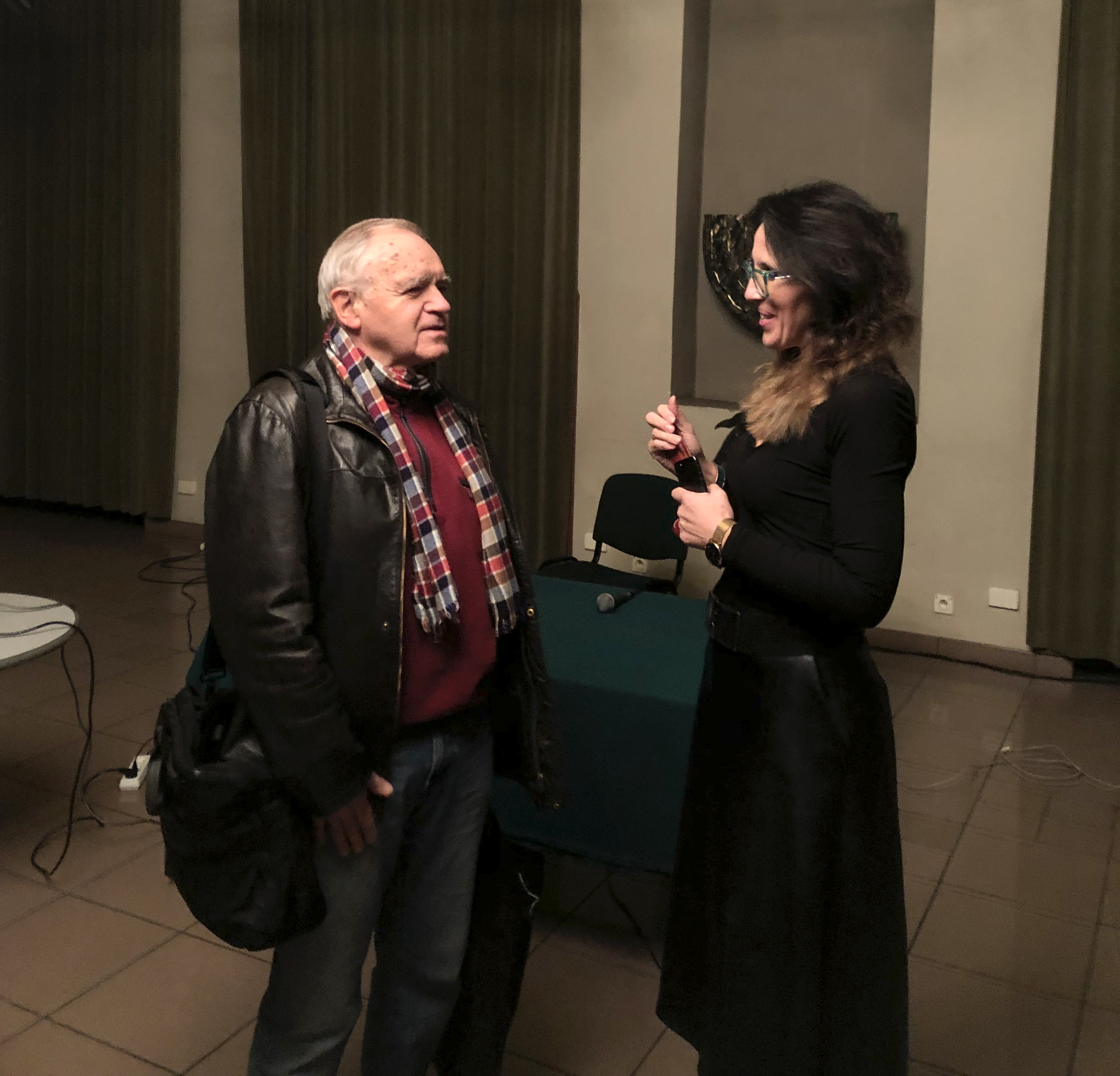
Katarzyna Kubisiowska (z prawej) w rozmowie z Tadeuszem Lubelskim, 2022

Katarzyna Maria Kubisiowska (ur. 30 maja 1971 w Krakowie) – polska dziennikarka i pisarka literatury faktu, działaczka opozycji demokratycznej w Polskiej Rzeczypospolitej Ludowej, członkini redakcji Tygodnika Powszechnego.

## Życiorys
Urodziła się jako córka robotnika Edwarda Kubisiowskiego i archiwistki Anny z domu Kobieli; młodsza siostra Piotra (ur. 1965).
W latach 80. działała przy tworzeniu struktur opozycyjnej organizacji młodzieżowej, Federacji Młodzieży Walczącej (FMW) na terenie Krakowa, poza Nową Hutą. Współorganizowała struktury szkolne FMW w kilkunastu szkołach średnich. Była animatorką działalności szeregu grup FMW. Od 1986 była członkinią Krakowskiej Rady Koordynacyjnej FMW. Publikowała teksty w młodzieżowej prasie niezależnej. Kolportowała druki niezależne.
Zdała maturę w V Liceum Ogólnokształcącym im. Augusta Witkowskiego w Krakowie. W 1995 ukończyła studia filmoznawcze na Uniwersytecie Jagiellońskim. Obroniła pracę magisterską Motyw domu w filmach Romana Polańskiego napisaną pod kierunkiem Tadeusza Lubelskiego.
Zadebiutowała jako dziennikarka w 1996 na łamach tygodnika Przekrój. Publikowała teksty w miesięczniku Film, dziennikach Rzeczpospolita i Gazeta Wyborcza. Pracowała w Centrum Filmowym Graffiti. W 2006 podjęła stałą pracę w redakcji Tygodnika Powszechnego. Publikowała tam w działach „Kultura” i „Reportaż”. Od 2019 współtworzy Podkast Powszechny wydawany online przez Tygodnik Powszechny, w ramach którego prowadzi rozmowy w cyklach Punkt zwrotny oraz Własny pokój. Prowadziła warsztaty kreatywności dla seniorów (2014), warsztaty czytelnicze dla kobiet osadzonych w areszcie śledczym w Krakowie, lekcje czytania dla licealistek (2021) oraz warsztaty z pisania reportażu (2022) i warsztaty pisarskie Nie odwracaj wzroku w Muzeum Fotografii w Krakowie. W 2012 na łamach Tygodnika Powszechnego skrytykowała reality show Surowi rodzice TVN. Oceniła, że program stanowi „przepis na to, jak nie wychowywać dzieci”, co spotkało się z publiczną, negatywną oceną przedstawicielki TVN.
Za swoją pracę uzyskała nominacje do szeregu nagród dziennikarskich. W 2015 znalazła się w finale Nagrody im. Barbary Łopieńskiej. Była dwukrotnie nominowana do nagrody Grand Press w kategorii „Wywiad” (2015, 2019) oraz dwukrotnie nominowana do Nagrody Dziennikarzy Małopolski (2013, 2018).
Była współautorką książek Panorama kina najnowszego. 1980–1995. Leksykon (1997) oraz Lektury na ekranie, czyli mały leksykon adaptacji filmowych (1999). Opublikowała szereg książek autorskich, w tym: zbiór rozmów z Justyną Pronobis-Szczylik i Cezarym Szczylikiem Rak po polsku (2014); książki biograficzne o Jerzym Pilchu (Pilch w sensie ścisłym, 2016), Danucie Szaflarskiej (Grać, aby żyć, 2019); wywiad-rzekę z Wojciechem Mannem Głos (2020) oraz zbiór jej wywiadów opublikowanych na łamach Tygodnika Powszechnego zatytułowany Blisko, bliżej (2021).
W 2022 nakładem Wydawnictwa Znak ukazała się jej książka Vetulani. Piękny umysł, dzikie serce, biografia Jerzego Vetulaniego. W 2023, również nakładem Wydawnictwa Znak, ukazała się książka Katarzyny Kubisiowskiej Kora. Się żyje, biografia Kory. 10 maja 2024 Wydawnictwo Znak opublikowało na swojej stronie internetowej przeprosiny dla Mateusza Jackowskiego, za rozpowszechnienie w publikacji „nieprawdziwych informacji”, które dotyczyły romansów jego rodziców Kory i Marka Jackowskich i spóźniania się Marka Jackowskiego na koncerty. Katarzyna Kubisiowska stwierdziła, że sprawdziła te informacje w dwóch źródłach i że przed publikacją biografii rodzina Kory, w tym Mateusz Jackowski, zaakceptowali jej kształt.

### Życie rodzinne
Ma dwoje dzieci: Tadka i Hankę.

## Książki
- Lektury na ekranie, czyli mały leksykon adaptacji filmowych, wraz z Barbarą Kosecką (Znak, 1999)
- Rak po polsku (Czarne, 2014)
- Pilch w sensie ścisłym (Znak, 2016)
- Szaflarska. Grać, aby żyć (W.A.B., 2019)
- Głos. Wojciech Mann w rozmowie z Katarzyną Kubisiowską (Znak, 2020)
- Blisko, bliżej. Rozmowy o tym, co najważniejsze (Znak, 2021)
- Vetulani. Piękny umysł, dzikie serce (Znak, 2022)
- Kora. Się żyje (Znak, 2023)
- Żar, żarliwość. Rozmowy o tym, co w nas płonie (Wydawnictwo Poznańskie, 2024)
- Echo. Wojciech Mann w rozmowie z Katarzyną Kubisiowską (Znak, 2024)

## Nagrody i wyróżnienia
- Nominacja do Nagrody Dziennikarzy Małopolski (2013)[28]
- Finał Nagrody im. Barbary Łopieńskiej za rozmowę z Jerzym Pilchem Jeden demon mniej opublikowaną w Tygodniku Powszechnym (2015)[22][23]
- Nominacja do nagrody Grand Press w kategorii „Wywiad” za rozmowę z Jerzym Pilchem Jest czas obłapiania i jest czas miłości opublikowaną w Gazecie Wyborczej (2015)[24][25][28]
- Medal „Dziękujemy za Wolność” Stowarzyszenia Sieć Solidarności przyznany za działalność w Federacji Młodzieży Walczącej oraz współtworzenie i kolportowanie prasy niezależnej w PRL (2016)[1]
- Nominacja do Nagrody Dziennikarzy Małopolski w kategorii „Wywiad” za rozmowę z Adamem Zagajewskim 363 dni bez Nobla opublikowaną w Tygodniku Powszechnym (2018)[28][45]
- Nominacja do Grand Press w kategorii „Wywiad” za rozmowę z Andrzejem Barańskim Co miesiąc Walentynki opublikowaną w Tygodniku Powszechnym (2019)[26][27]
- Nagroda Krakowa Miasta Literatury UNESCO, realizowanej przez KBF ze środków miasta Krakowa (2020)[6]
- Krzyż Wolności i Solidarności (2022)[46]